# Pol Oriach
Pol Oriach Enjuanes (Albelda, Huesca, 20 de septiembre de 2002) es un atleta español especializado en carreras de media y larga distancia. Ha sido campeón de Europa de 3000 m obstáculos en categoría sub-20 y subcampeón de Europa de 2000 m obstáculos en categoría sub-18.

## Mejores marcas personales
| Prueba       | Marca      | Lugar            | Fecha                   |
| ------------ | ---------- | ---------------- | ----------------------- |
| 800 metros   | 1:47.61    | Oordegem         | 9 de agosto de 2025     |
| 1500 metros  | 3:32.81    | Tomblaine        | 4 de julio de 2025      |
| 2000 m obst. | 5:45.70    | Castellón        | 23 de junio de 2019     |
| 3000 metros  | 7:43.01 st | Valencia         | 7 de febrero de 2025    |
| 3000 m obst. | 8:41.36    | Tallin           | 18 de julio de 2021     |
| 5000 m       | 13:42.21   | Maisons-Laffitte | 7 de junio de 2025      |
| 5 km         | 13:52      | Barcelona        | 31 de diciembre de 2020 |

| Prueba       | Marca   | Lugar    | Fecha                 |
| ------------ | ------- | -------- | --------------------- |
| 1500 metros  | 3:39.03 | Madrid   | 28 de febrero de 2025 |
| 2000 m obst. | 5:51.11 | Minsk    | 26 de febrero de 2020 |
| 3000 metros  | 7:43.01 | Valencia | 7 de febrero de 2025  |

1. ↑  En categoría sub-20